# Maximilian Abel
Maximilian Abel (* 28. Februar 1982 in Frankfurt am Main) ist ein ehemaliger deutscher Tennisspieler. Als deutsche Tennishoffnung gehandelt, schaffte er nach einer Dopingsperre und mehreren Verurteilungen wegen Betrugs nie den Durchbruch.

## Leben

### Jugend und Aufstieg
Abel, der Sohn eines Hoteliers ist, spielte bis 2000 auf der ITF Junior Tour. In der Jugend-Rangliste erreichte er mit Rang 60 seine höchste Notierung. Sein bestes Ergebnis bei Grand-Slam-Turnieren war zweimal das Achtelfinale sowie im Doppel das Viertelfinale. Für Aufsehen sorgte er beim Orange Bowl im Dezember 1999, der als inoffizielle Junioren-Weltmeisterschaft gilt. Dort überzeugte er mit Siegen u. a. gegen Feliciano López, Mardy Fish und Juan Pablo Guzmán, die allesamt später Topspieler wurden. Im Finale stand er Andy Roddick gegenüber, der im folgenden Jahr zwei Grand-Slam-Turniere gewann und die Nummer 1 wurde. Mit dem Tennisschläger in der einen Hand und seinem Frühstück in der anderen soll Abel zum Finale gegangen sein. Er unterlag Roddick in drei Sätzen.
Bei den Profis spielte sich Abel bereits 1999 in die Top 1000 der Weltrangliste. In den ersten Jahren machte er stetig Fortschritte. Auf der untersten Turnierebene, der ITF Future Tour, erreichte er erstmals ein Halbfinale; in der Weltrangliste verbesserte er sich auf Platz 803. Zwei weitere Halbfinals 2001 sowie der erste Finaleinzug 2002 brachten Abel in die Top 500. Bei einem Turnier der nächsthöheren Kategorie, der ATP Challenger Tour, in Campos do Jordão, Brasilien schaffte Abel einen Durchbruch, als er aus der Qualifikation heraus und ohne Satzverlust das Endspiel erreichte. Hier unterlag er dem Lokalmatador Ricardo Mello. In der Folgewoche erreichte er beim Challenger in Belo Horizonte das Halbfinale. Im September gelang Abel die Qualifikation fürs erste Turnier der ATP Tour in Costa do Sauípe, wo er Dominik Hrbatý unterlag. Das Jahr beendete er mit Rang 209 so hoch wie kein anderes in seiner Karriere.
Anfang 2003 stand Abel nach erfolgreicher Qualifikation in Dubai im zweiten ATP-Tour-Hauptfeld. Nach der Aufgabe von Ivo Heuberger unterlag er dem späteren Turniersieger Roger Federer in der zweiten Runde mit 4:6 und 5:7. Nach einer Auftaktniederlage in Halle besiegte er in Stuttgart die Nummer 71 der Welt Antony Dupuis in drei Sätzen, ehe er gegen Rainer Schüttler ausschied. Nach dem Turnier erreichte er mit Rang 183 sein Karrierehoch in der Rangliste. Den einzigen Auftritt bei einem Grand-Slam-Turnier hatte Abel bei den US Open 2003, als er sich qualifizierte und in der ersten Runde Bohdan Ulihrach in vier Sätzen unterlag. Das Jahr schloss er mit Platz 267 etwas niedriger als das Vorjahr ab. Am Jahresende wurde er Deutscher Tennismeister.

### Abstieg, Dopingsperre und Verurteilung
Da in der Folgezeit die Erfolge bei den größeren Turnieren ausblieben, musste Abel wieder häufiger bei Futures antreten. 2005 und 2006 gewann er dort seine einzigen Titel. Zudem sprangen wegen Abels unstetem Lebensstil Sponsoren ab, sodass dieser Hotel- und Reisekosten selbst zahlen musste. Noch bis Anfang 2007 hielt er sich meist in den Top 500 der Weltrangliste, danach verlor er weiter an Plätzen. In der Qualifikation des ATP-Turniers in Metz wurde Abel positiv auf Kokain getestet und daraufhin von der ITF für zwei Jahre gesperrt. 2008 folgten drei Jahre Haft. Er wurde in 79 Fällen des Kreditkartenbetrugs angeklagt. Mit dem Geld finanzierte er seine Drogen- und Spielsucht. Auch Hotels hatte er damit bezahlt.

### Comeback und Rückfälle
Im Juli 2012 gab Abel sein Comeback, als er sich erfolgreich für das Challengerturnier in Istanbul qualifizierte. Bis Oktober 2013 hatte er nur wenig Erfolg und rangierte in der Weltrangliste um Position 1000. Zwei Monate nach seiner Haft beging Abel erneut Kreditkartenbetrug, was ihm ein weiteres Jahr Haft einbrachte, die allerdings zur Bewährung ausgesetzt wurden. Kurz darauf wurde er zu vier Jahren Gefängnis verurteilt. Im Juni 2017 wurde die Haftstrafe wegen weiterer Vergehen nochmal um über zwei Jahre verlängert. 2022 folgte die fünfte Verurteilung, die Abels Haftstrafe nochmal um über sechs Jahre verlängerte.

### Missbrauchsvorwürfe
Während seines Gefängnisaufenthalts warf Abel dem Vizepräsidenten des DTB, Dirk Hordorff, vor, ihn sexuell missbraucht zu haben. Ähnliche Vorwürfe wurden auch von anderen Tennisspielern wie N. Sriram Balaji laut. Sie konnten aber weder bewiesen noch widerlegt werden. Hordorff starb im August 2023.